# Shahril Ishak
Shahril Ishak, né le 23 janvier 1984 à Singapour, est un footballeur international singapourien. Il évolue au poste d'attaquant.
Il est le joueur singapourien le plus sélectionné en équipe nationale avec 136 sélections.

## Biographie

### Carrière en équipe nationale
Shahril Ishak joue son premier match en équipe nationale le 4 mars 2003 lors d'un match amical contre les Maldives (victoire 4-1). Le 28 janvier 2004, il marque son premier but en sélection lors d'un match amical contre la Norvège (défaite 5-2). 
Le 7 septembre 2012, il honore sa 100e sélection lors d'un match amical face aux Philippines (défaite 2-0). 
Le 11 juin 2015, à l'occasion du match des éliminatoires de la Coupe du monde 2018 contre le Cambodge, il célèbre sa 130e sélection et dépasse ainsi le total de Daniel Bennett, qui était jusqu'alors le joueur le plus capé de l'histoire du football singapourien.
Au total, il compte 130 sélections officielles et 14 buts en équipe de Singapour depuis 2003. Il est le capitaine de l'équipe de Singapour depuis 2010.

## Palmarès

### En club
- Avec les LionsXII :
  - Champion de Malaisie en 2013

### En sélection nationale
- Vainqueur du Championnat d'Asie du Sud-Est en 2004, 2007 et 2012

### Distinctions personnelles
- Meilleur joueur du Championnat de Singapour en 2010
- Meilleur joueur du Championnat d'Asie du Sud-Est en 2012

## Statistiques

### Buts en sélection
Le tableau suivant liste les résultats de tous les buts inscrits par Shahril Ishak avec l'équipe de Singapour.